# STS-41-D
STS-41-D va ser el 12è vol del Programa del Transbordador Espacial de la NASA, i la primera missió del Transbordador Espacial Discovery. Va ser llançat des del Kennedy Space Center, Florida, el 30 d'agost de 1984, i va aterrar a l'Edwards Air Force Base, Califòrnia, el 5 de setembre. Es van desplegar tres satèl·lits de comunicacions en òrbita durant la missió de sis dies, i es van dur a terme una sèrie d'experiments científics.
La missió es va retardar per més de dos mesos a partir de la data de llançament prevista original, havent experimentat primer avortament de llançament del programa del transbordador espacial a T-6 segons el 26 juny 1984.

## Tripulació
| Posició                           | Astronauta                                  | Astronauta                                  |
| --------------------------------- | ------------------------------------------- | ------------------------------------------- |
| Comandant                         | Henry W. Hartsfield, Jr. Segon vol espacial | Henry W. Hartsfield, Jr. Segon vol espacial |
| Pilot                             | Michael L. Coats Primer vol espacial        | Michael L. Coats Primer vol espacial        |
| Especialista de la Missió 1       | Richard M. Mullane Primer vol espacial      | Richard M. Mullane Primer vol espacial      |
| Especialista de la Missió 2       | Steven A. Hawley Primer vol espacial        | Steven A. Hawley Primer vol espacial        |
| Especialista de la Missió 3       | Judith A. Resnik Primer vol espacial        | Judith A. Resnik Primer vol espacial        |
| Especialista de la Càrrega Útil 1 | Charles D. Walker Primer vol espacial       | Charles D. Walker Primer vol espacial       |